# Козырев, Владимир Алексеевич
Влади́мир Алексе́евич Ко́зырев (род. 6 декабря 1947, Таллин) — российский филолог и педагог, лингвист. Специалист в области русского языкознания (диалектологии и истории русского языка, русской лексикологии и лексикографии), теории и практики высшего педагогического образования. Кандидат филологических наук (1973), доктор педагогических наук (2000), профессор кафедры русского языка (1993) филологического факультета ФГБОУ ВО «Российский государственный педагогический университет им. А. И. Герцена», член-корреспондент Российской академии образования (2005). Заслуженный работник высшей школы Российской Федерации (1998).

## Биография
Окончил факультет русского языка и литературы (1969) и аспирантуру кафедры русского языка (1973) ЛГПИ им. А. И. Герцена, защитив диссертацию на тему «Словарные параллели к лексике „Слова о полку Игореве“ в современных брянских и других народных говорах».
C 2000 г. — доктор педагогических наук (тема диссертации «Теоретические основы развития гуманитарной образовательной среды педагогического университета»; 13.00.01 — общая педагогика).
Работает в РГПУ им. Герцена с 1973 г.:
- 1975—1978 — декан факультета русского языка и литературы.
- 1986—1988 — заведующий кафедрой русского языка.
- 1988—1995 — проректор по учебной работе.
- 1995—2011 — первый проректор.
- С 2011 г. — профессор по кафедре русского языка филологического факультета.

В. А. Козырев — автор более 200 научных и учебно-методических работ. Научные исследования посвящены проблемам
- диалектологии и истории русского языка:
  - Козырев В. А. Лексика современных русских народных говоров: лекция / науч. ред. Е. Г. Ковалевская. — Л.: ЛГПИ им. А. И. Герцена, 1984. — 48 с.
  - ответственный редактор сборников научных трудов «Диалектное слово в лексикографическом аспекте» (Л.: ЛГПИ, 1986), «Диалектное слово в лексико-системном аспекте» (Л.: ЛГПИ, 1989), «Диалектная лексикология и лексикография: брянские говоры : К 90-летию проф. В. И. Чагишевой» (СПб.: Изд-во РГПУ, 1999), «Герценовская школа русской диалектологии: Н. П. Гринкова и В. И. Чагишева» (СПб.: Изд-во РГПУ, 2004).
- русской лексикологии и лексикографии:
  - Козырев В. А. Слово в системе словарей русского языка : Учеб.пособие к спецкурсу. — Л. : ЛГПИ, 1989. — 106 с. (в соавторстве с В. Д. Черняк).
  - Козырев В. А. Меняющийся мир в зеркале меняющихся словарей // Вестник Герценовского университета 2011 № 1. (в соавторстве с В. Д. Черняк).
  - Козырев В. А. Глагол или отглагольное существительное? Капризы лексического выбора // Вестник Герценовского университета 2010 № 11. (в соавторстве с В. Д. Черняк).
- современной речевой ситуации, культуре речи и культурной грамотности:
  - Козырев В. А. Как проверить культурную грамотность? — СПб.: Изд-во РГПУ им. А. И. Герцена, 2005. — 170 с. (в соавторстве с А. Ю. Пентиной и В. Д. Черняк).
  - Козырев В. А. Правильно ли мы говорим? Краткий словарь-справочник трудностей русского языка. — СПб.: Изд-во РГПУ им. А. И. Герцена, 2006. — 108 с. (в соавторстве с В. Д. Черняк).
  - Козырев В. А. Круг чтения и языковая способность российского студента // Вестник Герценовского университета 2007 № 10. (в соавторстве с В. Д. Черняк).
  - Козырев В. А. Современная языковая ситуация: жаргонизация речи как социокультурный феномен // Вестник Герценовского университета 2007 № 6. (в соавторстве с В. Д. Черняк).
  - Козырев В. А. Образовательная среда. Языковая ситуация. Речевая культура: монография. СПб.: Изд-во РГПУ им. А. И. Герцена, 2007. — 171 с.(в соавторстве с В. Д. Черняк).
  - Козырев В. А. Ортологический словарь и речевая культура // Вестник Герценовского университета 2011 № 3 (в соавторстве с В. Д. Черняк).
- изучению словарного состава «Слова о полку Игореве»:
  - Козырев В. А. «Слово о полку Игореве» и его изучение в герценовской школе русской диалектологии // Вестник Герценовского университета 2009 № 5 (См. статьи об исследовании В. А. Козыревым словарного состава «Слова о полку Игореве» Н. Ф. Дробленковой[4] и М. Г. Булахова[5]).
- гуманитаризации высшего педагогического образования:
  - Козырев В. А. Построение Модели гуманитарной образовательной среды // Педагог. 1999. № 6 (недоступная ссылка).
  - Козырев В. А. Теоретические основы многоуровневого естественнонаучного педагогического образования. СПб.: Изд-во РГПУ, 2002. — 205 с. (в соавторстве).
  - Козырев В. А. Компетентностный подход в педагогическом образовании / под ред. В. А. Козырева и Н. Ф. Радионовой. — СПб.: Изд-во РГПУ, 2004. — 391 с. (в соавторстве).
  - Козырев В. А. Высшее образование России в зеркале Болонского процесса: науч.-метод. пособие для пед. работников вузов. — СПб. : Изд-во РГПУ, 2005. — 429 с. (в соавторстве с Н. Л. Шубиной).

## Избранные труды
1. Козырев В. А. Словарные параллели к лексике «Слова о полку Игореве» в современных брянских и других народных говорах // Брянские говоры: Сб. науч. тр. / ЛГПИ им. А. И. Герцена. — Л., 1975. — Вып. 3. — С. 56—149.
2. Козырев В. А.  (недоступная ссылка) Словарный состав «Слова о полку Игореве» и лексика современных русских народных говоров // Труды Отдела древнерусской литературы Института русской литературы (Пушкинский Дом) АН СССР. — Л.: Наука, 1976. — Т. 31. — С. 93—103].
3. Козырев В. А. Диалектная лексикология на современном этапе: Учеб. пособие к спецкурсу / ЛГПИ им. А. И. Герцена. — Л., 1986. — 88 с.
4. Козырев В. А. Гуманитарная образовательная среда: языковая культура: Монография. — СПб.: Изд-во РГПУ им. А. И. Герцена, 1999. — 107 с.
5. Козырев В. А. Теоретические основы развития гуманитарной образовательной среды педагогического университета: Монография. — СПб.: Изд-во РГПУ им. А. И. Герцена, 1999. — 276 с.
6. Козырев В. А. Вселенная в алфавитном порядке: Очерки о словарях русского языка. — СПб.: Образование, 2000. — 358 с. (в соавторстве с В. Д. Черняк).
7. Козырев В. А. Гуманитарная образовательная среда педагогического университета: сущность, модель, проектирование: Монография. — СПб. : Изд-во РГПУ им. А. И. Герцена, 2004. — 327 с.
8. Козырев В. А. Русская лексикография: Учебное пособие. — М.: Дрофа, 2004. — 286 с. (в соавторстве с В. Д. Черняк).
9. Козырев В. А. Педагогический университет как источник образовательных инноваций в высшем педагогическом образовании: Монография. — СПб.: Изд-во РГПУ им. А. И. Герцена, 2005. — 307 с.
10. Козырев В. А. Современная языковая ситуация и речевая культура: Учебное пособие. М.: Флинта—Наука, 2012. — 181 с. (в соавторстве с В. Д. Черняк).

## Награды и звания
- Медаль Пушкина (20 октября 2007 года) — за большой вклад в изучение и сохранение национального культурного наследия[6].
- Заслуженный работник высшей школы Российской Федерации (3 февраля 1998 года) — за заслуги перед государством, большой вклад в развитие науки, подготовку высококвалифицированных кадров и в связи с 200-летием основания Российского государственного педагогического университета имени А.И.Герцена (город Санкт-Петербург)[7].